# Theodora (Händel)

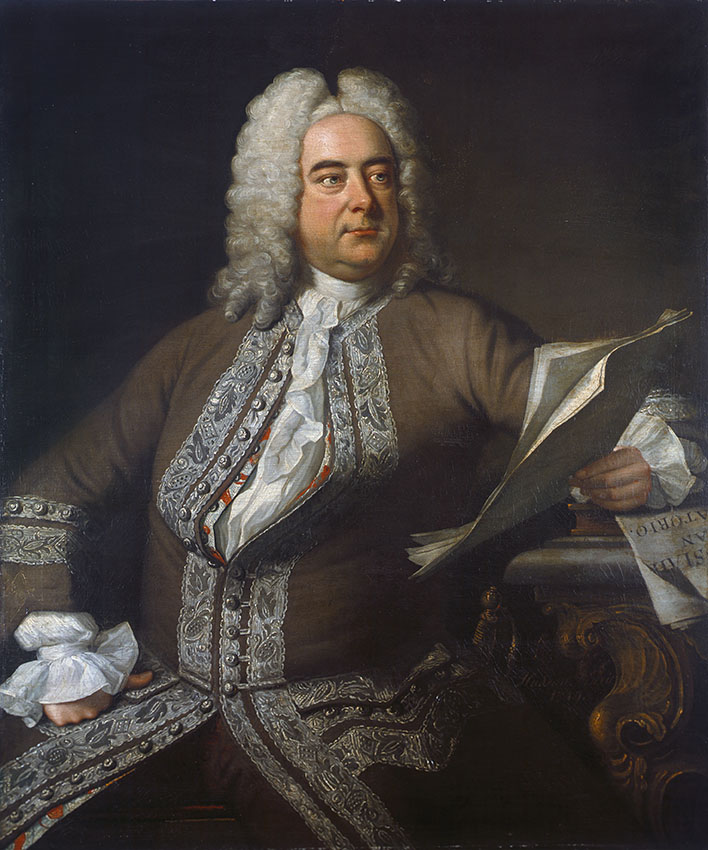
Georg Friedrich Händel por Thomas Hudson (1749)

Theodora es un oratorio de Georg Friedrich Händel (HWV 68) con libreto de Thomas Morell, basado en una obra de Robert Boyle publicada el 1687 con el nombre de The Martyrdom of Theodora and Didymus.
El argumento hace referencia a la historia de la mártir cristiana Teodora, ejecutada en Antioquia durante las persecuciones de Diocleciano, y los esfuerzos del soldado romano Didymus para salvarla mientras se debate entre la obediencia a la autoridad y sus convicciones. Händel compuso el oratorio entre el 28 de junio y el 31 de julio de 1749 y fue estrenado el 16 de marzo de 1750 en el Covent Garden de Londres, en un acto donde también se estrenó su concierto para órgano en sol menor, op. 7 núm. 5 (HWV 310). La obra tuvo poco éxito: se retiró después de tres conciertos y sólo se volvió a representar otra vez en 1755. 
Comparado con otros oratorios de Händel, que explicaban historias más o menos heroicas del Antiguo Testamento, Theodora se centra en una exploración de los sentimientos internos y, en último término, de la fe y su relación con el poder civil. A pesar de que permanece como una pieza relativamente poco conocida dentro la obra haendeliana, Theodora es considerada una de sus obras maestras, con una gran profundidad y una excelente caracterización de los personajes y de las emociones. A pesar de ser un oratorio, sus escenas tienen una gran fuerza teatral, de forma que se puede considerar casi una ópera sin representación. Aun así, modernamente se ha representado con considerable éxito, especialmente la versión escénica que hizo Peter Sellars para el Festival de Glyndebourne.

## Personajes
| Personaje                                            | Tesitura             | Reparto el 16 de marzo de 1750 Director: |
| ---------------------------------------------------- | -------------------- | ---------------------------------------- |
| Theodora (una cristiana de noble cuna)               | soprano              | Giulia Frasi                             |
| Didymus (oficial romano, convertido al cristianismo) | contralto / castrato | Gaetano Guadagni                         |
| Septimius (oficial romano, amigo de Didymus)         | tenor                | Thomas Lowe                              |
| Valens (gobernador de Antioquía)                     | bajo                 | Henry Theodore Reinhold                  |
| Irene (amiga cristiana de Theodora)                  | mezzosoprano         | Caterina Galli                           |

## Sinopsis
En el siglo IV d. C., el gobernador de Antioquía, Valens, decreta que, con motivo del cumpleaños del emperador Diocleciano, todos los ciudadanos hagan sacrificios al Dios Júpiter, bajo pena de diversos castigos. Para asegurarse de que su decreto se cumpla, pone al cargo a Septimius.
Didymus, amigo de Septimius, pide que los ciudadanos cristianos queden libres de castigo, lo cual deniega el gobernador Valens. Septimius sospecha que Didymus sea cristiano y afirma su propia lealtad a las leyes, pero también querría ser tolerante con los demás.
En la comunidad cristiana, Theodora y su amiga Irene se encuentran orando, cuando un mensajero irrumpe trayéndoles noticias del decreto de Valens. Irene disuade a los cristianos de que huyan, reafirmando así su fe. Cuando Septimius llega para arrestarlos, Theodora, por salir en defensa de los cristianos, no es condenada a muerte, sino a ejercer la prostitución. Irene informa de esto a Didymus, que tiene la intención de rescatarla o morir con ella. El primer acto acaba con el coro de cristianos rezando por el éxito de la misión.
Al comienzo del segundo acto, se está celebrando una gran fiesta en honor a las diosas. Valens envía a Septimius a decirle a Theodora que si no se une a la fiesta para el final del día, sería violada por los soldados. Theodora se encuentra atemorizada en el burdel, hasta que piensa en la vida después de la muerte. Informando a Septimius de su cristiandad y su amor por Theodora, Didymus llega hasta la celda, con el rostro tapado por el yelmo ocultando así su identidad, y le ofrece huir a Theodora. Temiendo por su integridad y deseosa de permanecer fiel a su fe, Theodora pide a Didymus que la mate, pero éste la convence de que Dios los salvará. Didymus le da su uniforme a Theodora y, disfrazada, escapa, dejando a Didymus en su lugar.
En el tercer acto, los cristianos celebran el regreso de Theodora sana y salva. Sin embargo, es culpable por poner en peligro la vida de Didymus. Un mensajero los informa de que Didymus ha sido capturado y de que Valens ha cambiado el castigo de Theodora por la muerte, castigo que ella prefería a ser prostituta. Irene protesta, pero Theodora vuelve para ofrecerse en lugar de Didymus. Mientras Valens está dando la sentencia de Didymus, Theodora llega y pide que sea ella la castigada y Didymus se salve. Los dos amantes, Didymus y Theodora, discuten para que el otro sea el que se salve. Septimius se ve conmovido por esto y ruega clemencia a Valens, que, sin embargo, condena a los dos a muerte. Tras esto, ambos cantan un dueto por su inmortalidad.

## Música
El oratorio tiene gran variedad de arias y coros. La mayoría de las partes de solistas son arias da capo. Hay tres duetos, el último de ellos, en el que Theodora y Didymus mueren, de gran belleza. La orquestación es simple, como en la mayoría de obras posteriores de Händel. Utiliza trompetas, trompas y percusión en las escenas de romanos, mientras que en las escenas de cárcel hay mayor empleo de flautas; en algunas arias hay pequeños acompañamientos.
La partitura está escrita para:
- dos grupos de violines (primeros violines y segundos violines)
- violas
- violonchelos
- contrabajos
- dos flautas
- dos oboes
- dos fagotes
- un contrafagot
- dos trompas
- dos trompetas
- timbales
- clave
- órgano
- el bajo continuo es interpretado por un clave y un violonchelo

### Algunos coros, duetos y arias dignos de mención
- "Descend, kind Pity" (Septimius)
- "Fond, flatt'ring World" (Theodora)
- "As with rosy steps the Morn" (Irene)
- "Wide Spread his Name" (Valens)
- "To Thee, Thou glorious Son" (Theodora y Didymus)
- "He saw the lovely Youth" (coro de cristianos)
- "Lord to Thee" (Irene)
- "How strange their ends" (coro de romanos)
- "Streams of Pleasure ever flowing / Thither let our Hearts aspire" (Didymus, y luego con Theodora)
- "O Love Divine" (coro, con Irene)
- "Go, gen'rous, pious Youth" (coro)
- "Bane of Virtue" (Irene)